# 高盘酒
高盘酒，又称保嗣酒，它的奇特之处在于，每道菜都要摆到一尺高（实际操作中以一只筷子的高度为准）。
高盘酒是浙江乐清市柳市镇后西村的成年礼。后西村的男子年满18岁时，家人会摆下高盘酒宴请乡邻，以此来庆祝和宣告成年。每年正月初三，有男子年满18岁的家庭，会一起出钱摆设高盘酒，该风俗已经沿袭数百年。